# Колтенвил
Колтенвил (фр. Coltainville) насеље је и општина у централној Француској у региону Центар (регион), у департману Ер и Лоар која припада префектури Шартр.
По подацима из 2011. године у општини је живело 939 становника, а густина насељености је износила 52,11 становника/km². Општина се простире на површини од 18,02 km². Налази се на средњој надморској висини од 140 метара (максималној 158 m, а минималној 127 m).

## Демографија
| 1962. | 1968. | 1975. | 1982. | 1990. | 1999. | 2011. |
| ----- | ----- | ----- | ----- | ----- | ----- | ----- |
| 353   | 391   | 378   | 432   | 737   | 760   | 939   |

График промене броја становника у току последњих година